# Карнович-Валуа, Геннадий Сергеевич
Геннадий Сергеевич Карнович-Валуа (25 апреля 1920, Харьков — 2 июля 1992, Москва) — советский актёр театра и кино, заслуженный артист РСФСР (1962).

## Биография
Родился 25 апреля 1920 года в семье актёра Сергея Сергеевича Карновича-Валуа. Окончил Высшее театральное училище имени М. С. Щепкина (1942). В 1942—1945 годах — актёр Фрунзенского русского драматического театра. В 1945—1964 годах — актёр Московского театра им. Ленинского Комсомола, с 1964-го — в Государственном академическом Малом театре.
Член КПСС с апреля 1964 года.
Скончался 2 июля 1992 года на 73-м году жизни. Похоронен в Москве, на Востряковском кладбище (7-й участок).
Внучатый племянник Ольги Палей, второй жены родного брата Александра III. Двоюродной тетей актера была Наталия Палей.

## Творчество

### Московский Театр им. Ленинского Комсомола(1945—1964)
- Хармон («Наш общий друг» по Ч. Диккенсу),
- Боровский («За тех, кто в море!» Б. А. Лавренёва),
- Родион Васильцов («Вторая любовь» Е. Мальцева и Н. А. Венстерн),
- Рахметов («Новые люди» по ром. «Что делать?» Н. Г. Чернышевского),
- Ведерников Александр Николаевич («Годы странствий» А. Н. Арбузова),
- Бурмин («Парень из нашего города» К. М. Симонова),
- Гавриил Ивушкин («Хлеб и розы» А. Д. Салынского),
- Дюнуа, «незаконнорожденный», полководец («Святая Жанна» Б. Шоу),
- Тимофей («Наташкин мост» Э. Брагинского),
- Васька Крякин («Цветы живые» Н. Погодина),
- Ершов Дмитрий Тимофеевич («Братья Ершовы» В. Кочетова),
- Человек в сапогах («Колесо счастья» бр. Тур),
- Мартын Торосян («Огонь твоей души» А. Араксманяна),
- Баташов Сергей Тарасович («Сыновья Москвы»),
- полковник Иванов («Так и будет» К. М. Симонова),
- Курт Дитрих («Губернатор провинции» бр. Тур, Л. Шейнина),
- Григорий Быков («Товарищи романтики» М. Соболя),
- Суходеев («Большое волнение» И. М. Дворецкого),
- Паратов («Бесприданница» А. Н. Островского).

### Государственный академический Малый театр(1964—1992)
- Леонид Край («Страница дневника» А. Е. Корнейчука),
- Беркутов («Волки и овцы» А. Н. Островского),
- Шалимов («Дачники» А. М. Горького),
- О’Крэди («Дипломат» С. И. Алёшина),
- Охотин («Человек и глобус» В. В. Лаврентьева),
- Мстиславский («Царь Фёдор Иоаннович» А. К. Толстого),
- Марягин («Летние прогулки» А. Д. Салынского),
- Багиров («Мезозойская история» Р. М. Ибрагимбекова),
- Полковник Малинин («Любовь Яровая» К. А. Тренёва),
- Савельев («Так и будет» К. М. Симонова),
- Ляпкин-Тяпкин («Ревизор» Н. В. Гоголя),
- Стишов («Игра» Ю. В. Бондарева),
- Лорд Ормонд («Человек, который смеётся» В. Гюго),
- Лисаневич («Холопы» П. П. Гнедича),
- 1955 — «Парень из нашего города» К. Симонова; постановщики Софья Гиацинтова и А. А. Пелевин — Аркадий Бурмин
- 1977 — «Любовь Яровая» К. Тренёва; режиссёр П. Фоменко — Малинин[5]
- 1991 — «Царь Пётр и Алексей» («Детоубийца») Ф. Горенштейна — Дольберг, референт-докладчик австрийского императора Карла VII

### Фильмография
- 1947 — За тех, кто в море — Боровский, командир корабля
- 1957 — Высота — Константин Максимович Токмаков
- 1958 — Мы из Семиречья — Павел Зернов, большевик
- 1957 — Бессонная ночь — Зубков
- 1959 — Солдатское сердце — подполковник Демченко
- 1966 — А теперь суди... — Леонид
- 1968 — Нейтральные воды — замполит
- 1969 — На пути в Берлин — командующий
- 1969 — Адъютант его превосходительства — полковник Львов
- 1971 — Телеграмма — Сергей Пятипал
- 1971 — Двадцать лет спустя (телевизионный спектакль) — Рошфор
- 1974 — Анна и командор
- 1975 — Обретёшь в бою — Андрей Леонидович Гребенщиков
- 1975 — Дума о Ковпаке — Высоцкий
- 1985 — Ревизор
- 1988 — Холопы — Лисаневич
- 1992 — Тихий Дон — генерал Листницкий

## Награды
- Орден «Знак Почёта», 7 августа 1981 года
- Заслуженный артист РСФСР, 26 июля 1962 года